# 1721 a tudományban
Az 1721. év a tudományban és technikában.

## Gyógyszerészet
- Először használnak étert fájdalomcsillapításra

## Technológia
- George Graham tökéletesíti ingaóráját, a maximális hiba 1 másodperc naponta
- Yoshimune Tokugawa japán sógun uralkodása idején használnak először szavazóládákat

## Halálozások
- Szeptember 11. – Rudolf Jakob Camerarius, német botanikus